# 947
Раннє Середньовіччя  •  Епоха вікінгів  •  Золота доба ісламу  •  Реконкіста

## Геополітична ситуація
У Візантії правив Костянтин VII Багрянородний. Італійським королем був Лотар Арльський,
Західним Франкським королівством править Людовик IV Заморський, Східним Франкським королівством — Оттон I.
Північ Італії належить Італійському королівству, середню частину займає Папська область, герцогства на південь від Римської області незалежні, деякі області на півночі та на півдні належать Візантії, інші окупували сарацини. Південь Піренейського півострова займає Кордовський халіфат, у якому править Абд Ар-Рахман III. Північну частину півострова займають королівство Астурія і королівство Галісія та королівство Леон під правлінням Раміро II.
Королівство Англія очолює Едред.
Існують слов'янські держави: Перше Болгарське царство, де править цар Петро I, Богемія, Моравія, Хорватія, королем якої є Мирослав, Київська Русь, де править княгиня Ольга. Паннонію окупували мадяри, у яких ще не було єдиного правителя.
Аббасидський халіфат очолює аль-Муті, в Іфрикії владу утримують Фатіміди, в Середній Азії — Саманіди. У Китаї триває період п'яти династій і десяти держав. Значними державами Індії є Пала, держава Раштракутів, Пратіхара, Чола. В Японії триває період Хей'ан. На північ від Каспійського та Азовського морів існує Хозарський каганат.

## Події
- Династія Пізня Хань змінила династію Пізню Цзінь.
- Держава киданів на півночі Китаю взяла собі назву Велика Ляо.
- Очільник повстання берберів-хариджитів проти фатімідів Абу Язід помер в горах від ран. Фатіміди зміцнили своє становище в Магрибі.
- Боротьба за Реймське архієпископство схилилася в бік французького короля Людовика Заморського та його ставленика Арто.
- «У РІК 6455 [947], пішла Ольга до Новгорода. І встановила вона по [ріці] Мсті погости 1 і данину, і по [ріці] Лузі погости, і данину, і оброки 2. І ловища її є по всій землі, і знаки 3 [її], і місця 4, і погости, і сани її стоять у Пскові й до сьогодні.»[1]